# Ambowetan
Ambowetan is een bestuurslaag in het regentschap Pemalang van de provincie Midden-Java, Indonesië. Ambowetan telt 4123 inwoners (volkstelling 2010).